# Torre al carrer Jaume Isern, 55 (Mataró)
La Torre al carrer Jaume Isern, 55 és una obra de Mataró (Maresme) protegida com a bé cultural d'interès local.

## Descripció

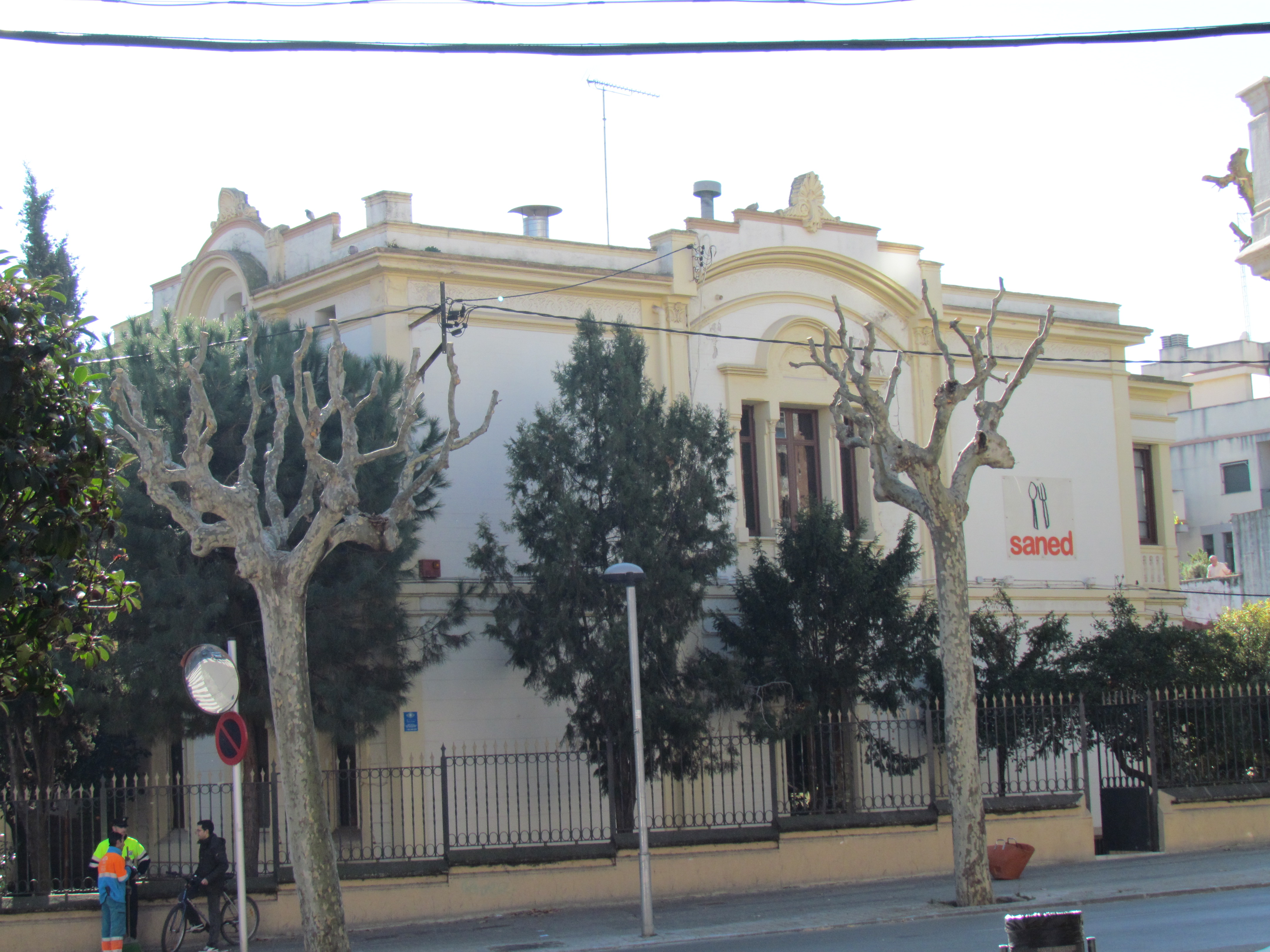
Façana nord

És un edifici de planta baixa, pis i golfes amb pati circumdant. Les façanes estan compostes a partir d'un eix de simetria central. La verticalitat de les finestres ve accentuada pels trencaaigües que les envolten. Al centre de les façanes l'acroteri, amb motius florals, presenta un element corbat en forma d'arc rebaixat i de mig punt.